# Trotonotus fortunatorum
Trotonotus fortunatorum är en fjärilsart som beskrevs av Alexander Schintlmeister 1993. Trotonotus fortunatorum ingår i släktet Trotonotus och familjen tandspinnare. Inga underarter finns listade i Catalogue of Life.